# 松平忠良
松平 忠良（まつだいら ただよし）は、安土桃山時代から江戸時代前期にかけての武将・大名。下総国関宿藩の第2代藩主、美濃国大垣藩の初代藩主。官位は従五位下・甲斐守。

## 略歴
松平康元の長男として三河国に誕生。
父と同じく伯父の徳川家康に仕え、慶長5年（1600年）の関ヶ原の戦いでは家康軍に従軍した。慶長8年（1603年）、父の死により家督と所領を受け継ぐ。慶長20年（1615年）、大坂夏の陣で戦功を挙げたことから、その翌年に下総国関宿4万石から美濃大垣5万石へ加増移封された。
寛永元年（1624年）5月18日、43歳で死去した。家督は庶子である長男の忠利ではなく、嫡出子の次男憲良が継いだ。

## 系譜
- 父：松平康元（1552-1603）
- 母：不詳
- 正室：酒井家次娘
  - 女子：金田房能室
  - 次女：梅渓院（1606-1628） - 久姫、徳川秀忠養女、黒田忠之正室
  - 次男：松平憲良（1620-1647）
  - 女子：久姫 - 松平直政正室
  - 女子：佐久間勝友正室
- 側室
  - 長男：松平忠利（1605-1688）
- 側室：吉良義弥娘
- 生母不明の子女
  - 三男：松平康尚（1623-1696）
  - 女子：土屋某室